# エマニュエル・ムーニエ
エマニュエル・ムーニエ（フランス語: Emmanuel Mounier, 1905年4月1日 - 1950年3月22日）は、フランスのカトリック哲学者。人格主義の思想運動を主導し、機関誌『エスプリ』を創刊・主宰した。

## 生涯
フランス南東部イゼール県のグルノーブルで、薬剤師の家庭に生まれる。グルノーブル大学に進み、哲学者ジャック・シェヴァリエのもとで学ぶ。1927年にパリのソルボンヌに移り、翌年、哲学の上級教授資格試験を2位で通過。シャルル・ペギーやジャック・マリタン、ガブリエル・マルセル、ニコライ・ベルジャーエフなどから思想的影響を受ける。私立学校やリセで哲学を教えるかたわら、1932年に、友人であるアンドレ・デレアージュ（André Deléage, 1903-44）、ルイ＝エミール・ガレイ（Louis-Émile Galey, 1904-1997）、ジョルジュ・イザール（Georges Izard, 1903-73）ら若いカトリック知識人と共同で、雑誌『エスプリ』を創刊し、それを拠点に、「人格主義」と呼ばれる思想運動を展開した。ムーニエの人格主義思想は、例えば、哲学者ポール・リクールの思想に深い影響を及ぼしたことでも知られる。ムーニエは彼の人格主義を次のように定義する。
人格主義はひとつの哲学である。それは単にひとつの態度ではない。… それはひとつの哲学であって、体系ではない。それは諸構造を明確にするがゆえに、人格主義はひとつの哲学であり、単にひとつの態度ではない。… しかしその中心的な主張は、自由で創造的な人格の実存であるがゆえに、人格主義はその諸構造の真只中に、終局的な体系化のいっさいの意味を解体させる予測不可能性という原理を導入するのである（千葉泰爾訳）。
西村嘉彦によると、ムーニエの「自由で創造的な人格」は「実存」とほぼ同じ概念に解される。
『エスプリ』誌には、多様な思想的・宗教的背景を持つ知識人が参加した。戦間期に『エスプリ』誌に寄稿した知識人の中には、マルセルやベルジャーエフをはじめ、ジャン・ラクロワ（Jean Lacroix, 1900-86）、ピエール=アンリ・シモン（Pierre-Henri Simon, 1903-72）、ポール=ルイ・ランツベルク（Paul-Louis Landsberg, 1901-44）、ドニ・ド・ルージュモン 、ジャック・エリュールなどがいる。これらの知識人たちは、様々なバックグラウンドを持っていたが、「文明の危機」という認識を共有し、1930年代のブルジョア資本主義社会と議会制民主主義の閉塞を乗り越えるべく、「人格」の価値を養護するある種の精神革命を支持する点で、緩やかに連携していた。これら一群の青年知識人は、1930年代の非順応主義者という名称でも知られている。
敗戦とペタン政権の成立の後、ムーニエは40年に『エスプリ』誌を再刊。ペタン政権下におけるムーニエの行動については、それが「フランス版ファシズム」の現れといえるかどうかをめぐって、論争がある。『エスプリ』誌は41年に発行禁止になるが、44年のパリ解放後に刊行を再開した。ムーニエは、過労による心筋梗塞によりオー＝ド＝セーヌ県シャトネ＝マラブリーで急逝した。

## 著書（邦訳）
- 『人格主義』（Qu'est-ce que le personnalisme ?, 1947）木村太郎・松浦一郎・越知保夫共訳、白水社〈文庫クセジュ〉1953年 - 人格世界への親しい道案内 / 人格主義は一つの体系ではない / 人格世界の概観 / 人格の観念及び人格の条件の略史 / 第一部：人格世界の諸構造 / 第一章：肉体をそなえた存在 / 人格は自然の中に浸されている / 人格は自然を超越する / 以上の条件から出てくる諸帰結 / 肉体をそなえた存在 / 自然の人格化 / 自然の人格化における蹉跌。一つの悲劇的楽天主義 / 第二章：交わり / 個人の自己防衞。個人主義に対する人格主義 / 原初的事実としての交わり / 交わりにおける蹉跌 / 共同体と集団 / 人格間の統一について / 第三章：内なる転向 / 集中（自己へ） / 秘密（自己のうちに） / 内密性。私的なるもの / 深渕の眩暈 / 所有から放棄へ / 召命 / 内面性-客体性の弁証法 / 第四章：対決 / 独自性。例外的なるもの / 絶縁の諸価値。抗議としての人格 / ヤコブの闘い。力 / 肯定。行為としての人格と選択としての人格 / 取消しえないもの / 第五章：条件のもとでの自由 / 自由は物ではない / 自由は単なる噴出ではない / 人格の完全なる条件における自由 / 選択の自由と同意の自由 / 第六章：卓越せる品位 / 超越性への具体的な手がかり / 超越性の方向 / 価値の人格化 / 幸福 / 科学 / 真理。認識に関する人格主義的理論の素描 / 道徳的価値。人格主義的倫理学の素描 / 芸術。人格主義的美学の素描 / 運命の共同性。歴史 / 宗教的価値。人格主義と基督教 / 価値への道における蹉跌。苦悩。悪。虚無 / 第七章：参加 / 行動の逸脱 / 行動の四次元 / 政治的極と予言者的極。参加の理論 / 第二部：人格主義と二十世紀の革命 / ヨーロッパ的ニヒリズム / ニヒリズムの拒否 / 経済的社会 / 家族社会。性の条件 / 国民社会と国際社会 / 国家。民主主義。権力に関する人格主義的理論の素描 / 人格の教育 / 教養 / 基督教の位置
- 共著『実存主義は是か非か』（Pour et contre l'existentialisme, grand débat avec J.-B. Pontalis, J. Pouillon, F. Jeanson, Julien Benda, Emmanuel Mounier, A. Vailland. Présentation de Colette Audry. Un texte de Jean-Paul Sartre, 1948）伊吹武彦・今井仙一共訳、創元社、1950年 - 序説（コレット・オードリー）/ 実存主義・人間的主体の哲学（フランシス・ジャンソン）/ 自由の哲学（ジャン・プイヨン）/ 作家の企図（J. B. ポンタリス）/ 実存主義?それは一つの永遠なる哲学的立場の近代的形態である（ジュリアン・バンダ）/ 実存主義的見地とキリスト教的見地（エンマニュエル・ムーニエ）/ 反動に仕える階級的現像（ロジェ・ヴァイヤン）/ 攻撃者に対するジャン・ポール・サルトルの解答
- 『カミュ - 絶望者たちの希望』（Malraux, Camus, Sartre, Bernanos. L'espoir des désespérés, 1953）佐藤昭夫訳、審美社〈審美文庫〉1972年
- 『人格とアナーキー』山崎庸一郎・佐藤昭夫訳、法政大学出版局〈叢書・ウニベルシタス〉1972年 -「アナーキーと人格主義（Anarchie et personnalisme, 1937）」所収
- 「キリスト者の対決」『現代キリスト教思想叢書12 - エリュル、ムニエ』（森川甫・小池三郎ほか訳、白水社、1974年）所収